# Иркутский областной музыкальный театр имени Н. М. Загурского
Ирку́тский областно́й музыка́льный теа́тр и́мени Н. М. Загу́рского — театр в городе Иркутске.

## История
В 1939 году Иркутский областной комитет ВКП(б) принимает решение «Об организации в городе театра музкомедии».
 Облисполком обращается в Совнарком РСФСР с ходатайством «О переброске одного из действующих театров в Иркутск», которое было формально удовлетворено в том же году.
Начинаются поиски профессиональной труппы музыкальной комедии, готовой переехать в Сибирь в полном составе.
В 1931 и 1932 году, в городе и области с успехом гастролировал новосибирский театр «Советская оперетта» под руководством Сагайдачного Ю. Л., который впоследствии руководил музыкальным театром в Пятигорске.
В октябре-ноябре 1939 года Сагайдачный формирует коллектив Горьковского театра оперетты. Помимо артистов из Пятигорска, в коллектив нового театра вошли солисты и из других городов. Из Читы в Горький приезжает молодой актёр, выпускник Новосибирской балетной школы Николай Загурский, в будущем народный артист РСФСР и директор Иркутского театра музыкальной комедии.
В Горьком театр базировался в помещении Дворца культуры им. Ленина, где существовало большое количество кружков и творческих коллективов, что часто приводило к срыву запланированных репетиций, а порой и спектаклей. Сагайдачный начинает искать выход из положения.
В августе 1940 года «Горьковская оперетта» гастролирует в Саратове. Возвращать театр после гастролей в Горький Сагайдачный не хотел и ему удаётся договориться в Москве о гастролях в Иркутске, которые должны были продлиться до апреля 1941 года. Иркутск для дальнейшей работы был выбран не случайно, Сагайдачный хорошо знал город, людей, да и его самого там помнили.
Тем временем, будущему театру передаётся здание бывшего I Общественного собрания, построенное в 1890 —1891 годах и расширенное в период с 1901 по 1902 годы по проекту архитектора Владимира Рассушина, с огромным по тем временам зрительным залом на 912 мест, в котором выступали признанные мастера российской сцены начала XX века: Александр Давыдов, Леонид Собинов, солисты легендарного балета Дягилева, — Вацлав Нижинский и Екатерина Гельцер…
После революции это здание занимал «Клуб Октябрьской революции», известный как «КОР».
Первым директором Иркутского областного театра музыкальной комедии назначается А. Л. Рымлянд, он готовит здание для приема творческого коллектива, набирает технический и административный персонал.
17 октября 1940 года, спектаклем «Свадьба в Малиновке» «Горьковская музкомедия» открывает свои полугодовые гастроли в Иркутске. В город приехали 165 человек из творческого и административно-технического состава, среди которых: А. Воробьева, М. Мелодиева, А. Александрова, О. Дуглас, И. Ливанова, А. Тэнсон, А. Иванов, М. Снегов, Г. Муринский, Ф. Блиц, Г. Гросс, Н. Загурский, В. Агафонов.
Представления Горьковского театра проходят при полных залах и с большим успехом. В декабре того же года областное руководство и Сагайдачный инициируют работу по передаче Горьковского театра музыкальной комедии в ведение Иркутского отдела искусств.
К марту 1941 года все вопросы по передаче были решены и 19 марта 1941 года издаётся приказ «Об Иркутском областном театре музыкальной комедии».
Этот день и принято считать днём рождения театра. Директором и художественным руководителем назначается Л. Ю. Сагайдачный, заместителем директора А. Л. Рымлянд.
В годы Великой Отечественной войны многие артисты и работники театра ушли на фронт и принимали участие в боевых действиях. В военные годы город становится одним из промышленных, госпитальных и культурных центров Сибири. В Иркутск направляются эвакуированные артисты Академического театра оперы и балета Украинской ССР им. Шевченко из Киева, возглавляемого Николаем Смоличем.
Из Ленинградского театра музыкальной комедии, который продолжал работать в блокадном городе, вывезли наиболее истощённых артистов, и они также вошли в труппу театра. Иногда артистам приходилось давать по 15-20 концертов в день в госпиталях и воинских частях города и края.
В те памятные и тяжёлые для страны и нашего народа времена, театр выпускал по 8-10 премьер в год. Ставили Кальмана, Штрауса, Легара; «Ночь в июне» и «На берегу Амура» Матвея Блантера, «Соловьиный сад» Семёна Заславского, «Раскинулось море широкое», «Под небом Праги»…
Артисты театра активно участвовали в сборе средств «В фонд обороны», за что были отмечены в телеграмме И. В. Сталина:

…Прошу передать сотрудникам Иркутского театра музыкальной комедии, собравшим 202 100 рублей на строительство эскадрильи «Советский артист», мой братский привет и благодарность Красной Армии…
В 1961 году директором театра назначается заслуженный артист РСФСР Николай Матвеевич Загурский, внесший огромный вклад в развитие театрального дела в крае. В том же году при театре открывается и балетная студия.
В 1990 году театр получает статус музыкального, новое здание, и 5 января 1990 года открывает свой новый сезон премьерой оперы «Кармен» французского композитора Жоржа Бизе.

## Современный репертуар
Сегодня в репертуаре театра свыше 30 постановок в театральных жанрах: рок-опера, балет, оперетта, мюзикл.
В Иркутске  театр известен своими спектаклями: «Алые паруса», «Иисус Христос — суперзвезда», «Летучая мышь», «Юнона и Авось», «Труффальдино из Бергамо», «Казанова» «Crazy Dance, или 5 свадеб в один день», «Севастопольский вальс» и многими другими…
Премьеру «Алых парусов» театр приурочил к юбилейным праздникам: весной 2016 года театру исполнилось 75 лет.

## Труппа
Народные артисты России:
- Николай Мальцев;
- Владимир Яковлев.
- Николай Хохолков

Заслуженные артисты России:
- Елена Бондаренко;
- Мария Стрельченко
- Виктор Лесовой;
- Владимир Попов;
- Любовь Полякова.

## Статьи и публикации
- Иркутский музыкальный театр имени Н.М. Загурского // Иркипедия : Энциклопедия. — Иркутск: Составление: АНО Иркипедия, 2015.
- Негода Л.В. Музы не молчали // «Губерния» : газета. — 2015. — 5 мая.
- Негода Л. В. Так начинался музыкальный театр // Восточно-Сибирская правда : газета. — 2000. — 2 сентября.
- Негода Л.В. Загурский Николай Матвеевич (1912-1979) // Приангарье. Годы, события, люди. Электронный краеведческий справочник : портал. — Иркутск: Ассоциация "Ковчег", 2016.

## Внешние медиафайлы
- Иркутский музыкальный театр. Севастопольский вальс. Дивертисмент.